# Brunskaftad blekspik
Brunskaftad blekspik (Sclerophora farinacea) är en lavart som först beskrevs av Chevall., och fick sitt nu gällande namn av Chevall. Brunskaftad blekspik ingår i släktet Sclerophora och familjen Coniocybaceae.  Arten är reproducerande i Sverige. Inga underarter finns listade i Catalogue of Life.